# Paramystaria lata
Paramystaria lata là một loài nhện trong họ Thomisidae.
Loài này thuộc chi Paramystaria. Paramystaria lata được George Newbold Lawrence miêu tả năm 1927.